# Clethrionomys shanseius
Clethrionomys shanseius är en däggdjursart som först beskrevs av Thomas 1908.  Clethrionomys shanseius ingår i släktet skogssorkar och familjen hamsterartade gnagare. Inga underarter finns listade i Catalogue of Life.
Denna gnagare förekommer med flera från varandra skilda populationer i centrala och östra Kina. Habitatet utgörs av skogar och av andra områden med träd. Individerna är främst aktiva på natten och äter gröna växtdelar samt några frön.
Arten blir 10,5 till 10,6 cm lång (huvud och bål) och har en 2,5 till 3,0 cm lång svans. Bakfötterna är cirka 2,0 cm långa och öronen är ungefär 1,4 cm stora. Pälsfärgen är ungefär lika som hos gråsiding (Clethrionomys rufocanus) men inte lika gråaktig vid kroppens sidor (istället mer ockra) och inte lika rödaktig på ryggens topp. Undersidan är täckt av ljusbrun till ljusgrå päls. Svansen är uppdelad i en brun ovansida och en vit undersida. Hos vuxna exemplar har molarerna inga rötter vad som skiljer Clethrionomys shanseius från andra skogssorkar.